# Matthias Öttl
Matthias Öttl (* 10. Februar 1992 in Inzell) ist ein deutscher Fußballspieler.

## Karriere
Öttl begann seine Karriere beim SC Inzell. 2006 wechselte er nach Österreich in die AKA Salzburg. 2010 spielte er erstmals für die Regionalligamannschaft. Im Jänner 2012 wurde er an den FC Pasching ausgeliehen. Im Sommer 2012 wechselte er zum SV Austria Salzburg, mit dem er 2015 den Aufstieg in den Profifußball feierte. Sein Profidebüt gab er am achten Spieltag der Saison 2015/16 gegen den SC Austria Lustenau.
Nach dem Abstieg Salzburgs in die Regionalliga wechselte er im Sommer 2016 zum, ebenfalls in der Regionalliga spielenden, SV Grödig.
Im Januar 2018 kehrte er zum inzwischen viertklassigen SV Austria Salzburg zurück, für die er bereits zuvor vier Jahre spielte. Er schlug hierfür andere Angebote, wie z. B. eines vom deutschen Viertligisten Wacker Burghausen, aus. Matthias Öttl erhielt einen Vertrag bis Sommer 2019.